# 9333 Хіраймаса
9333 Хіраймаса (9333 Hiraimasa) — астероїд головного поясу, відкритий 15 жовтня 1990 року.
Тіссеранів параметр щодо Юпітера — 3,341.